# Моцарт-парк (Чикаго)
Моцарт-парк или Парк Моцарта (англ. Mozart Park) — общественный городской парк, расположенный по адресу 2036 Норт-Аверс-авеню (англ. North Avers Avenu), район Логан-Сквер города Чикаго в округе Кук, штат Иллинойс, США.

## История
Парк основан в 1911 году и назван в честь австрийского композитора Вольфганга Амадея Моцарта и стал первым из тринадцати парков под Управлением северо-западными парками (англ. Northwest Park District). Управление северо-западными парками создавало для местного населения среднего класса по одному парку на каждые десять квадратных миль в пределах своей юрисдикции.
После консультаций с различными общественными организациями Управление северо-западными парками выбрало место для своего первого парка и приобрело участок земли в начале 1914 года, где сразу же было построено здание филдхауса (полевого дома) по проекту Альберта Шварца (англ. Albert A. Schwartz).
В 1915 году на основании голосования местных школьников Районный совет парка официально объявил это место как Моцарт-парк.
В 1934 году Ада-парк перешёл в Управление парками Чикаго, когда все 22 независимые парковые комиссии Чикаго были объединены в одно агентство.

## Описание
Рельеф парка ровный, высота над уровнем моря — 184 метра. Общая площадь парка составляет 5,22 акра (2,11 га).
В филдхаусе располагаются фитнес-центр, спортзал, кухня, также можно арендовать клубные комнаты с кондиционерами.
На территории парка располагаются для игр и развлечений площадки с искусственным покрытием: юношеское бейсбольное поле, поле для софтбола, комбинированное футбольное поле, четыре баскетбольных поля и игровая детская площадка. В парке проводятся занятия аэробикой, баскетболом, сезонными видами спорта, футболом, софтболом и спортивными клубными программами, также предлагаются программы для малышей и дошкольников, организован Клуб пожилых граждан. В течение летнего сезона организовываются бесплатные кружки, показывается кино под открытым небом.
На территории парка устроена асфальтированная дорожка для пробежки, протяжённостью около 600 м. Разрешён выгул собак на поводке.
Часы посещения парка — с 6:00 до 23:00 все дни недели, филдхауса — с 9:30 до 20:00 в рабочие дни.